# Aeroportul Sand Point
Aeroportul Sand Point (IATA: SDP, ICAO: PASD, FAA LID: SDP) este un aeroport din Alaska, Statele Unite ale Americii ce deservește zona Sand Point⁠(d). Aeroportul a fost tranzitat în 2019 de 8.770 de pasageri. A fost numit după zona deservită.
Situat la o altitudine de 6 m, aeroportul dispune de 1 pistă. Este operat de Alaska Department of Transportation & Public Facilities⁠(d).

## Infrastructură

### Piste
Aeroportul dispune de o singură pistă. Pista 13/31 are suprafața de asfalt și dimensiunile 5.213 picioare × 150 picioare. 